# The OMAC Project
The OMAC Project est une série limitée en 6 numéros qui est liée au Countdown to Infinite Crisis.
C'est l'une des quatre mini-séries qui mènera à l'évènèment DC, Infinite Crisis. Bien que les OMACs soient similaires à ceux inventés par Jack Kirby (One-Man Army Corps), ils sont assez différents, et l'acronyme n'est plus le même. À l'origine, OMAC signifiait Observational Meta-human Activity Construct (Machines d'observation de l'activité Méta-Humaine) mais signifie maintenant "Omni Mind And Community." (Communauté Omnisciente)

## Intrigue
Dans la mini-série, les OMACs sont des humains modifiés à leur insu, résultat d'une opération de l'organisation Checkmate, dont le leader est Maxwell Lord. Cette organisation a pris possession du satellite Brother Eye créé par Batman à la suite des évènements d'Identity Crisis pour espionner les autres super-héros.
Tandis que Maxwell Lord prend le contrôle de Checkmate en éliminant les autres dirigeants, Batman apprend par l'intermédiaire de Sasha Bordeaux que Blue Beetle est mort et que Brother Eye n'est plus sous son contrôle. Il en informe la Ligue de Justice. Lord découvre par la suite la trahison de Sasha Bordeaux et la capture.
Dans l'arc "Sacrifice", crossover entre les séries Superman et Wonder Woman (Superman #219, Action Comics #829, Adventures of Superman #642, Wonder Woman Vol.II #219, publiées en France par Panini Comics dans Superman #15), qui se déroule entre les numéros 3 et 4 d'OMAC Project, Maxwell Lord manipule mentalement Superman pour se débarrasser de Batman. Il échouera de peu à la suite de l'intervention de Wonder Woman. La Ligue de Justice essaiera de neutraliser la menace, mais Wonder Woman tuera Lord pour l'empêcher de manipuler à nouveau Superman.
À la suite de la mort de Lord, le satellite Brother Eye devient autonome. Il élimine la quasi-totalité des agents de Checkmate présents dans ses locaux et déclenche l'activation de tous les OMACs (un million trois cent soixante treize mille quatre centre soixante-deux) pour éliminer les méta-humains, qu'il considère comme une menace pour l'humanité, à la suite de ce que lui a affirmé Maxwell Lord.
Après avoir découvert qu'elle a été transformée à son insu en être artificiel, Sasha Bordeaux réunit les ressources restantes de Checkmate, principalement des agents implantés dans d'autres organisations (Projet M, S.T.A.R. Labs, D.E.O., Escadron Suicide, ...) pour s'opposer aux desseins de Brother Eye. Elle transmet certaines des informations ainsi obtenues à Batman. Celui-ci utilise un générateur EMP conçu par Blue Beetle avant sa mort pour neutraliser un grand nombre d'OMACs qu'il a attiré dans le Sahara en y réunissant un groupe de méta-humains (Wonder Woman, Hal Jordan, Martian Manhunter, Jay Garrick, Wally West, John Stewart, etc.). De son côté, Sasha introduit un virus dans leur réseau.
La série The OMAC Project se termine sur une note dramatique. En effet, Brother Eye arrive à conserver le contrôle de 200 000 OMACs afin d'exterminer tous les super-héros. Il diffuse sur toute la planète les images de Wonder Woman tuant Maxwell Lord. La série a eu des répercussions dans de nombreux titres, dont Action Comics #829; Adventures of Superman #641-643; Aquaman #35;  Batgirl #66, etc.

## Principales conséquences
- Mort de Fastball, Maxwell Lord, Putsch, Rocket Red 7, Firefly, de membres des Supermen d'Amérique et de l'Équipe de Démolition
- Sasha Bordeaux est transformée en cyborg.